# 窩頭

窩頭，也稱窝窝头，是在中國北方由玉米粉或雜糧麵所製成的一種饅頭。窩頭空心錐形狀，以前為窮人吃的便宜食物。